# Удельная (Марий Эл)
 Удельная  — деревня в Юринском районе Республики Марий Эл. Входит в Быковское сельское поселение.

## География
Находится в юго-западной части республики Марий Эл недалеко от левого берега Волги на расстоянии менее 5 км по прямой на запад-юго-запад от районного центра посёлка Юрино.

## История
Известна с конца XVIII века, когда она имела название Шумец, в ней жили дворцовые крестьяне. К началу XX века здесь насчитывалось более 120 дворов. В советское время работал колхозы «10 лет Марийской автономной области (МАО)», им. Калинина и совхоз «Юринский». Часть деревни была ликвидирована в 1970-е годы в результате мероприятий по очистке ложа для Чебоксарского водохранилища.

## Население
Население составляло 131 человек (русские 98 %) в 2002 году, 78 в 2010.